# Lili Zhou
Lili Zhou (* 2. Februar 1980 in Guangxi, Volksrepublik China, auch als Liliane Chow bekannt) ist eine US-amerikanische Badmintonspielerin chinesischer Herkunft.

## Karriere
Lili Zhou begann ihre Karriere in China, wo sie sich bei nationalen Turnieren mehrfach unter den Top 5 platzieren konnte. 2002 wanderte sie in die USA aus und gewann 2004 jeweils zwei Titel bei den US-Einzelmeisterschaften und bei den Boston Open. 2005 siegte sie erstmals bei den US Open und war erneut doppelt bei den Boston Open erfolgreich. 2006 gewann sie einen weiteren Titel bei den Boston Open. 2008 erkämpfte sie sich ihren zweiten Sieg bei den US Open.

## Sportliche Erfolge
| Saison | Veranstaltung              | Disziplin   | Platz | Name                                |
| ------ | -------------------------- | ----------- | ----- | ----------------------------------- |
| 2004   | USA: Einzelmeisterschaften | Dameneinzel | 1     | Lili Zhou                           |
| 2004   | USA: Einzelmeisterschaften | Damendoppel | 1     | Grace Peng Yun / Lili Zhou          |
| 2004   | Boston Open                | Mixed       | 1     | Jackaphan Thanateeratam / Lili Zhou |
| 2004   | Boston Open                | Dameneinzel | 1     | Lili Zhou                           |
| 2005   | US Open                    | Dameneinzel | 1     | Lili Zhou                           |
| 2005   | Boston Open                | Dameneinzel | 1     | Lili Zhou                           |
| 2005   | Boston Open                | Damendoppel | 1     | Valérie St. Jacques / Lili Zhou     |
| 2006   | Boston Open                | Dameneinzel | 1     | Lili Zhou                           |
| 2008   | US Open                    | Dameneinzel | 1     | Lili Zhou                           |